# Kajrat Rachmietow
Kajrat Kipajewicz Rachmietow (ros. Кайрат Кипаевич Рахметов; ur. 1963 w Ałmaty) – kazachski wspinacz sportowy. Specjalizował się we wspinaczce na czas. Brązowy medalista mistrzostw świata z 1991. Mistrz Europy we wspinaczce sportowej w konkurencji na czas z 1992.

## Kariera sportowa
W niemieckim Frankfurcie nad Menem zdobył brązowy medal mistrzostw świata we wspinaczce sportowej na czas na normalnej ścianie wspinaczkowej w 1991.
Na mistrzostwach Europy we wspinaczce sportowej zdobył złoty medale w 1992 w niemieckim Frankfurcie nad Menem w konkurencji wspinaczki na czas. 
 Uczestnik prestiżowych zawodów Rock Master we włoskim Arco, gdzie wywalczył we wspinaczce na czas w  roku 1999.

## Osiągnięcia

### Mistrzostwa świata
| Konkurencje  | 1991 | 1993 | 1995 | 1997 |
| Prowadzenie  | 37   | 19   | 22   | 37   |
| Wsp. na czas | 3    | 5    | —    | 5    |

### Mistrzostwa Europy
| Konkurencje  | 1992 | 1996 |
| Prowadzenie  | —    | 15   |
| Wsp. na czas | 1    | 5-8  |

### Rock Master
| Konkurencje  | 1999 |
| Wsp. na czas | 9-15 |

## Życie prywatne
Jego młodszy brat Saławat (ur. 1967) również uprawiał wspinaczkę sportową (był mistrzem świata w 2005 w boulderingu), reprezentował Rosję.